# Универзитет у Новом Јужном Велсу
Универзитет у Новом Јужном Велсу (енгл. The University of New South Wales), основан 1949, универзитет у Новом Јужном Велсу, Аустралија.
Универзитет окупља 9 факултета.